# Marianina
Marianina  Pruvot-Fol, 1931 è un genere di molluschi nudibranchi della famiglia Tritoniidae.

## Tassonomia
Il genere comprende le seguenti specie:
- Marianina khaleesi (Silva, de Azevedo et Matthews-Cascon, 2014)
- Marianina rosea (Pruvot-Fol, 1930)